# Erich Wulffen
Wolf Hasso Erich Wulffen (* 3. Oktober 1862 in Dresden; † 10. Juli 1936 ebenda) war ein deutscher Kriminologe.

## Leben
Erich Wulffen wurde als zweites Kind des Buchdruckereibesitzers und Verlagsbuchhändlers Edmund Wulffen geboren. Der Vater, gestorben 1898, stammt aus einer Berliner Offiziersfamilie; die Mutter, Alma Wulffen geb. Clauß, eine Gutsbesitzerstochter aus Wantewitz in Sachsen, starb 1911. Erich Wulffen hatte eine Schwester.
Die ersten Kinderjahre waren durch Krankheit nach einer Rippenfellentzündung und einen daraus resultierenden zweijährigen Aufenthalt in einer Klinik geprägt. Es handelte sich um eine spezielle Einrichtung mit Schulunterricht, die jedoch auf Mädchen beschränkt war. Nur auf Bitten seines Vaters war Erich hier aufgenommen worden. Der weitere Schulbesuch und die Jugendzeit verliefen ebenfalls durch Krankheit gehemmt, sodass er erst im Alter von 23 Jahren die Universität besuchen konnte. Neben den Rechtswissenschaften in Freiburg und Leipzig studierte er Literatur und Germanistik. Seiner Neigung entsprechend wollte er sich als Privatdozent den schönen Künsten widmen, doch sein Vater drängte ihn, Beamter zu werden. Dennoch schrieb und veröffentlichte Wulffen Gedichte und Theaterstücke und er absolvierte neben dem Studium eine regelrechte dramaturgische Ausbildung, die ihn 1888 zum Volontär an das Leipziger Stadttheater und zu Rollen an weiteren Bühnen brachte.
Im Juli 1890 legte Wulffen die erste juristische Prüfung ab. Der darauf folgende Vorbereitungsdienst führte ihn als Referendar nach Leipzig, Waldheim, Chemnitz und Dresden. Im Jahr 1895 heiratete er Illa Behrisch, die Tochter eines Gefängnisdirektors. Aus der Ehe gingen zwei Söhne und zwei Töchter hervor.
Im März 1895 legte Erich Wulffen die zweite Staatsprüfung ab und trat in den Dienst der Staatsanwaltschaft. In Chemnitz wurde er als Assessor auch mit der Arbeit der Kriminalpolizei vertraut gemacht. Während dieser Vorbereitung auf die Beamtenlaufbahn ging er weiterhin seinen Theaterneigungen nach. Nicht zuletzt die künstlerische Auseinandersetzung mit den heroischen Verbrechergestalten in den großen Dramen der Literatur hatten in ihm den Entschluss gefestigt, Staatsanwalt zu werden.
Am 1. April 1899 wurde Erich Wulffen zum Staatsanwalt in Dresden ernannt und schon nach wenigen Jahren in die Generalstaatsanwaltschaft und als Hilfsarbeiter in das sächsische Justizministerium berufen. 1913 versetzte man ihn als Zivilrichter an das Amtsgericht Zwickau.
1919 bestellte der sächsische Justizminister Rudolf Harnisch  Wulffen zum Landgerichtsdirektor in Dresden. 1920 war er als Nachrücker kurzzeitig für die Deutsche Demokratische Partei Mitglied der Sächsischen Volkskammer und wirkte an der Erarbeitung der sächsischen Verfassung mit. Im Oktober 1920 begann er eine Ministerialkarriere und übernahm 1923 schließlich die Leitung der sächsischen Gefängnisverwaltung. Am 1. Februar 1928 trat Wulffen in den Ruhestand.
Wulffen verstarb 1936 in Dresden und wurde auf dem Johannisfriedhof beigesetzt.

## Leistungen

### Strafrechtsreform

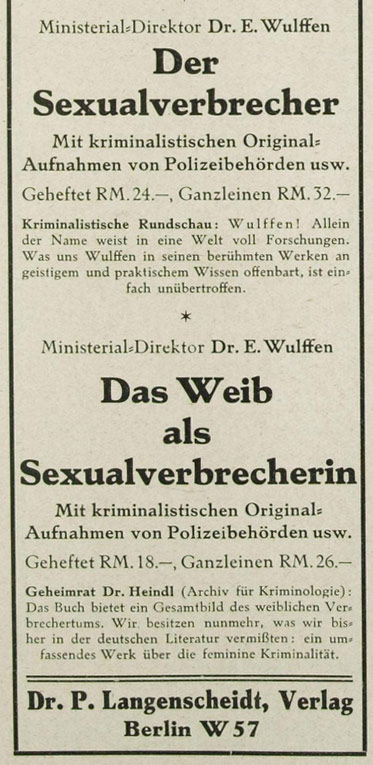
Werbung für Erich Wulffens Sexualverbrecher-Literatur (1929)

Erich Wulffen war konservativer Humanist. Er sah, wie viele seiner Kollegen zu Beginn des 20. Jahrhunderts, das Rechtswesen als etwas „künstlerisches“ an. Sein Ziel war eine Modernisierung des materiellen Strafrechts, des Strafprozessrechts und des Strafvollzugs. Einem Vortrag im Gemeinnützigen Verein zu Dresden am 5. Februar 1908 gab er den Titel „Der Strafprozeß – ein Kunstwerk der Zukunft“, setzte dabei den Mangel an künstlerischem Sinn von Richter und Staatsanwalt mit Gefühlkälte gleich und stellte zahlreiche Forderungen. So kritisierte Wulffen, dass der Staatsanwalt erst während des Prozesses mit dem Angeklagten und den Zeugen spricht, nicht schon vorher. Er prangerte Inkonsistenzen des Strafrechts an, etwa dass jemanden, der ein Sparschwein an Ort und Stelle knackt und mit zehn Reichsmark verschwindet, eine viele härtere Gefängnisstrafe trifft als jemanden, der das Sparschwein entwendet, in aller Ruhe zuhause entleert und 20 Mark verprasst. Seine Kritik betrifft auch den Ton in Strafprozessen:
„Es ist nicht künstlerisch, wenn der Gendarm Schulze mit ‚Herr‘ und die Dame von Stande mit ‚Gnädige Frau‘, dagegen der Arbeiter Müller mit ‚Zeuge Müller‘ und das Dienstmädchen Lehmann mit ‚die Lehmann‘ angeredet werden. […] Es ist unkünsterlisch, wenn der Vorsitzende gegenüber dem Angeklagten Witz und Ironie spielen läßt.“

### Verbrechenspsychologie
In den Jahren 1905 bis 1913 erschienen in rascher Folge die kriminalistischen Werke Handbuch für den exekutiven Polizei- und Kriminalbeamten, Strafgesetzbuch für das Deutsche Reich, Psychologie des Verbrechers, Der Sexualverbrecher, Das Kind. Sein Wesen und seine Entartung und Reichspreßgesetz.
Das 1905 erschienene zweibändige Handbuch für den exekutiven Polizei- und Kriminalbeamten, für Geschworene und Schöffen, sowie für Strafanstaltsbeamte beginnt mit der Mahnung:
„Der Exekutivbeamte arbeite in seinem Berufe ohne Lust am Wehe, das er seinen Mitmenschen zufügen muß; er fühle jederzeit, daß auch der verworfenste Verbrecher immer noch sein, wenn auch für dieses Leben vielleicht verlorener Bruder ist, der durch geborene oder vererbte Veranlagung, durch Erziehung, Schicksal und Gelegenheiten des täglichen Lebens in Schuld geriet.“
Der Studie Reformbestrebungen auf dem Gebiete des Strafvollzugs aus demselben Jahr stellte Wulffen ein Zitat aus Sophokles’ Antigone voran: „Nicht mitzuhassen, mitzulieben bin ich da.“ Seine Vorschläge und Forderungen fasste er mit den Worten zusammen:
„Erziehung, Psychologie und Innerlichkeit, das sind die drei erhöhten Forderungen, die wir an den Strafvollzug der Zukunft zu stellen haben. Mit militärischer Disziplinierung, bürokratischem Formalismus und Handwerkerkenntnissen allein ist nichts gewonnen.“

### Sexualverbrechen
Frauen, so Wulffen, eigneten sich besonders für den Dienst im Strafvollzug, auch wenn er ihnen, ganz im Denken der Zeit, den Gerechtigkeitssinn streitig machte:
„Das Weib hat von Natur eine ganze Reihe von Eigenschaften, welcher die Aufseherin bedarf. Es ist teilnehmend und geschickt, Leidende und Unglückliche zu behandeln, und für diesen Beruf zuverlässiger. Es kommt hinzu, daß die Aufseherinnen vielfach aus besseren und gebildeten Kreisen stammen und damit auch über Herzensbildung und Gerechtigkeitssinn verfügen, soweit der letztere dem weiblichen Geschlechte eigen ist.“
Mit dem zweibändigen Werk Psychologie des Verbrechers, Berlin 1908/1913, begann Wulffen eine Reihe kriminalistischer Schriften, in denen er neue Erkenntnisse der Psychologie in die Kriminologie einführte. Er gab dem Begriff des Sexualverbrechers einen damals neuen, wesentlich erweiterten Inhalt, indem er auch soziale Bezüge mit in die Überlegungen aufnahm. Trotzdem hielt er, wie Generationen vor ihm (und nach ihm) an dem Mythos fest, Kriminalität sei angeboren:
„Die soziale Umgebung des einzelnen Menschen, seine Erziehung, seine Lebensschicksale, sein Kampf um das Dasein erhöhen die Wirkung der angeborenen Kriminalität.“
Er spricht von Sexualverbrechen nicht nur, wenn die Beweggründe offensichtlich geschlechtlicher Art sind, sondern in allen Fällen, in denen Motiv und Zweck der Straftat in ihren tiefsten und geheimsten Wurzeln irgendwie mit der Geschlechtssphäre zusammenhängen. Kriminalität allgemein hält er für
„etwas Unabänderliches, etwas Notwendiges, eine Funktion im Gesamtorganismus, eine Krankheit, mittels deren sich der Volkskörper – wie der Leib des einzelnen Menschen – gewisser schlechter Stoffe entledigen muß. […] Die Kriminalpsychologie des Menschengeschlechts setzt bereits mit dem Sündenfalle ein.“

### Frauenbild
Für Wulffen ist die Frau ein Wesen geringerer Intelligenz und Empfindsamkeit; er unterstellt ihr eine angeborene Disposition zur Prostitution und widerspricht zeitgenössischen Thesen, Frauen würden allein durch Verelendung und die sozialen Verhältnisse zu Dirnen:
„Auch wenn in einem Zukunftsstaate der Kapitalismus völlig beseitigt werden könnte, würde die Prostitution immer wieder ihr Haupt erheben, weil der Zukunftsstaat nicht auch die natürliche Veranlagung des Weibes ändern könnte. Ihre organische Natur ist der Boden, auf dem die Prostitution immer gedeihen wird, solange des Mannes Natur polygamisch unwandelbar bleibt. Wir müssen uns endlich abgewöhnen, Verbesserungsvorschläge gegen die Natur zu machen. Ein solcher Idealismus führt nur in die Sackgassen der Philosophie und des gesetzgeberischen Wahns.“
In seinem am weitesten verbreiteten Werk, Das Weib als Sexualverbrecherin: Ein Handbuch für Juristen, Verwaltungsbeamte und Ärzte von 1923, entwickelt er eine Theorie, nach der jedes von einer Frau begangene Verbrechen auf sexuelle Faktoren zurückgeführt werden könne,
„weil bei dem Weibe die meisten kriminellen Auswirkungen aus naheligenden psycho-physiologischen Gründen in irgendeinem näheren oder entfernteren Zusammenhange mit seinem Geschlechtsleben stehen. Also auch die Diebin und Betrügerin, die Erpresserin und Brandstifterin, die Raubmörderin und Verwandtenmörderin kann in solchem Sinne eine Sexualverbrecherin sein. Diese Unterstellung ist so einleuchtend und leichtverständlich, daß ihre Terminologie Gemeingut zu werden verspricht.“
Von Erich Wulffen stammen einige Psychogramme bekannter Krimineller seiner Zeit, die wegen des literarischen Hintergrundes des Verfassers besonders gelungen sind. Die Studie Manolescu und seine Memoiren, Berlin 1907, zeichnet ein Charakterbild des Hochstaplers und Meisterdiebs Georges Manolescu. Hierzu stand er in Briefkontakt mit Manolescu selbst, da andere Quellen auf Grund der Eitelkeit Manolescus zu unzuverlässig erschienen.

### Psychogramme von Zeitgenossen
Wulffen wurde von Karl Mays Verleger E. A. Schmid vorgeschlagen, die Polizei- und Gerichtsakten zur Strafsache des Schriftstellers auszuwerten. Karl May hatte vor seinem schriftstellerischen Durchbruch vier Jahre wegen Hochstapelei im Zuchthaus verbracht. Die Witwe des Schriftstellers willigte jedoch nicht in diese Untersuchung ein. In seiner angewandten Kriminalpsychologie erklärt Wulffen den Zusammenhang zwischen schöpferischer Kraft und krimineller Energie so: „Alle drei – Psychopathen, Kriminelle, Geniale – leiden an egozentrischer Betrachtung und Zielsetzung, die aber beim Genialen in seinem “Werk” auch eine objektive sachliche Erweiterung finden. Daß in Kunst und Kulturgeschichte nicht viele kriminelle Ausbrüche Genialer zu verzeichnen sind, liegt daran, daß bei ihnen die kriminellen Regungen im psychisch verwandten genialen Schaffen mit aufgezehrt werden.“
Eine tiefgründige Darstellung der zu seiner Zeit grassierenden Hochstapelei gab Wulffen in dem kleinen Buch Die Psychologie des Hochstaplers. In diesem Buch entwickelt Wulffen eine Art „Kulturkriminologie“. Die Ursprünge der Täuschung liegen nach Wulffen in der Triebausstattung des Menschen. Die Natur habe dem Menschen einen ursprünglichen Verheimlichungs- und Verstellungsinstinkt mitgegeben, der dem allgemeinen Selbsterhaltungstrieb zu Hilfe kommt. Er verfolgte diese Triebstrukturen bis in das Tierreich zurück und führt Bären, Affen, Pferde u. a. an, die schon bei Verstellungen beobachtet wurden.
In dem 1913 erschienenen Roman Frau Justitias Walpurgisnacht zeichnete Wulffen ein Sittenbild des damaligen Justizwesens und fand damit ein lebhaftes Echo. Einige seiner Kollegen meinten sich in den Figuren des Romans zu erkennen. Es muss deshalb kein Zufall sein, dass Wulffen kurz nach dem Erscheinen des Buches als Zivilrichter an das Amtsgericht Zwickau versetzt wurde.

## Schriften (Auswahl)
- Handbuch für den exekutiven Polizei- und Kriminalbeamten, für Geschworene und Schöffen sowie für Strafanstaltsbeamte. 2 Bände. Lehmann, Dresden 1905.
- Strafgesetzbuch für das Deutsche Reich. Nebst einer Zusammenstellung der für das Verständnis des StGB wesentlichen Bestimmungen des Bürgerlichen Gesetzbuchs, der Zivilprozeßordnung, der Wechselordnung und des Handelsgesetzbuchs. Unter gemeinverständlicher Berücksichtigung der Rechtsprechung des Reichgerichts. Lehmann, Dresden 1906.
- Formularbuch für Brandstiftungsuntersuchungen. Rößner, Merseburg 1906.
- Zusammenstellung der für die polizeilichen Erörterungen von Brandstiftungen in Betracht kommenden Bestimmungen des Strafgesetzbuches, des Gerichtsverfassungsgesetzes, der Strafprozeßordnung und der Landesgesetzgebung. Rößner, Merseburg 1906.
- Georges Manolescu und seine Memoiren: Kriminalpsychologische Studie. Mit mehreren Porträts und Facsimiles. Langenscheidt, Berlin [1907].
- Ibsens Nora vor dem Strafrichter und Psychiater. Marhold, Halle 1907.
- Kriminalpsychologie und Psychopathologie in Schillers Räubern. Marhold, Halle 1907.
- Staatsanwaltschaft und Kriminalpolizei in Deutschland. Guttentag, Berlin 1908; Nachdruck: Keip, Goldbach 1995.
- Psychologie des Verbrechers: Ein Handbuch für Juristen, Ärzte, Pädagogen und Gebildete aller Stände. 2 Bände. Langenscheidt, Berlin 1908/1913; „billige, ungekürzte Ausgabe“: Verbrechen und Verbrecher. Hanseatischer Rechts- und Wirtschaftsverlag, Berlin 1925.
- Gerhart Hauptmann vor dem Forum der Kriminalpsychologie und Psychiatrie: Naturwissenschaftliche Studien. Langewort, Breslau 1908.
- Der Sexualverbrecher. Ein Handbuch für Juristen, Verwaltungsbeamte und Aerzte: Mit zahlreichen kriminalistischen Originalaufnahmen. Langenscheidt, Berlin 1910; 11. Auflage 1928.
- Gauner- und Verbrechertypen. Langenscheidt, Berlin 1910.
- Das Kind. Sein Wesen und seine Entartung. Langenscheidt, Berlin 1913.
- Shakespeares große Verbrecher: Richard III., Macbeth, Othello. Langenscheidt, Berlin 1911.
- Shakespeares Hamlet: Ein Sexualproblem. Duncker, Berlin 1913.
- Frau Justitias Walpurgisnacht. Roman. Duncker, Berlin 1913.
- Kriminalpädagogie: Ein Erziehungsbuch. Voigtländer, Leipzig 1915.
- Die Traumtänzerin. Roman. Duncker, Berlin 1915.
- Psychologie des Giftmordes. Wiener Urania, Wien 1917.
- Der Mann mit den sieben Masken. Roman. Reissner, Dresden 1917.
- Die Kraft des Michael Argobast. Roman. Reissner, Dresden 1917.
- Deutsche Renaissance. Roman. Reissner, Dresden 1917.
- Vorgelesen, genehmigt! Roman. Duncker, Berlin 1917.
- Das Haus ohne Fenster. Roman. Duncker, Berlin 1919.
- Die geschlossene Kette. Roman. Mosse, Berlin 1919.
- Der blaue Diamant. Roman. Leipziger Zeitungsverlag Huck, Leipzig 1919.
- Die Frauen von Loburg. Roman. Uhlmann, Berlin [1921].
- Psychologie des Hochstaplers. Dürr & Weber, Leipzig 1923.
- Das Weib als Sexualverbrecherin: Ein Handbuch für Juristen, Verwaltungsbeamte und Ärzte Langenscheidt, Berlin 1923; Nachdruck: Orion, Flensburg 1993.
- Kriminalpsychologie. Psychologie des Täters. Langenscheidt, Berlin 1925.
- Sexualspiegel von Kunst und Verbrechen. Mit über 100 Tafeln und Abbildungen in Lichtdruck. Aretz, Dresden [ca. 1928].
- Irrwege des Eros. Mit einer Einleitung: Mütter und Töchter. Avalun, Hellerau 1929.
- Karl Mays Inferno. Herausgegeben von Albrecht Götz von Olenhusen und Jürgen Seul. Karl-May-Verlag, Bamberg/Radebeul 2017, ISBN 978-3-7802-0561-2